# Леннон без прикрас
«Леннон без прикрас» (англ. Lennon Naked) — британский телевизионный фильм-биография о жизни и творчестве Джона Леннона, снятый режиссёром Эдмундом Каултхардом. Премьера состоялась 12 июня 2010 года.

## Сюжет
В фильме рассказывается о жизни Джона Леннона в период с 1967 по 1971 год.

## В ролях
- Кристофер Экклстон — Джон Леннон
- Кристофер Фэрбенк — Фредди Леннон
- Эндрю Скотт — Пол Маккартни
- Наоко Мори — Йоко Оно
- Майкл Колгэн — Дерек Тейлор
- Крейг Читэм — Ринго Старр
- Джек Морган — Джордж Харрисон
- Клоди Блэкли[англ.] — Синтия Леннон
- Рори Киннир — Брайан Эпстайн